# Joe Swanson
Joseph „Joe” Swanson a Family Guy című amerikai animációs sorozat visszatérő szereplője. Eredeti hangja Patrick Warburton, magyar hangja Varga Rókus. Mr. Swanson szakmáját tekintve rendőr, akinek agresszív, macsó személyiségéből (amivel valószínűleg azt kompenzálja, hogy járni csak tolókocsival képes) fakadóan gyakran vannak dühkitörései. Bonnie Swanson férje, két gyermeke van, Kevin és Susie. A szereplő először az Egy hős a szomszédból című epizódban tűnik fel.
Peter Griffin közeli barátja és szomszédja a Homok utcában. Joe mozgássérült, a lábai lebénultak. A lebénulásáról két epizód szól: az egyikben azt tudjuk meg, hogy egy karácsonyi baleset miatt nem tud járni, viszont a 11. évad egyik epizódjában kiderül, hogy egy bűnbandába beépülés közben sérült meg. Egy Bobby Briggs nevezetű bűnöző okozta bénulását, amikor többször lábon lőtte. Sérülése nem mindig jelent számára hátrányt.
A szereplő a quahogi rendőrség kötelékében szolgál. Sérülése előtt kiemelkedő baseball-játékos volt, e miatt kerül barátságba Peterrel. Megismerkedésük nem volt zökkenőmentes, mert Petert a hősként tisztelt rendőr jelenléte eleinte kisebbrendűségi érzéssel tölti el.
Joe felesége Bonnie, aki hét évadon keresztül várandós Susie nevű lányával. Emellett már van egy fia, Kevin, aki a hetedik évad egyik epizódja szerint elesik Irakban, de a tizedik évadban kiderül, hogy csak megrendezte a halálát. Joe-nak néha dühkitörései és haragkezelési problémái vannak, de ezeket leszámítva
családszerető és barátságos. Peterrel, Clevelanddel és Glenn Quagmire-ral remek barátok, és gyakran látni őket a helyi krimóban, „A Részeg Kagyló”-ban. Joe lelkesedése mindazonáltal néha észszerűtlen perfekcionizmusba csap át. Magas szabályokat állít fel magára és másokra, különösen Kevinre nézve.